# Coelogyne radioferens
Coelogyne radioferens é uma espécie de orquídea epífita, família Orchidaceae, originária de Borneu.